# Jiggs Whigham
Jiggs Whigham (Cleveland, 1943. augusztus 20. –) amerikai dzsesszharsonás.

## Pályakép
Jiggs Whigham 1961-ben fejezte be a középiskolát, majd csatlakozott a Glenn Miller Ghost Orchestra-hoz. 1963-ban a Stan Kenton Orchestra zenekarának tagja lett. 1965-ben Németországban telepedett le, és a Kurt Edelhagen együttessel játszott. S zenekar felbomlása után szabadúszó előadóként és tanárként dolgozott. 1974-ben a kölni konzervatórium professzora lett.
Az évek során a többek között Maynard Ferguson-szal, Count Basie-vel,  Johnny Griffinnel, Freddie Hubbarddal, Art Farmerral, Dexter Gordonnal, Sarah Vaughannal dolgozott.
A sokoldalú harsonás valószínüleg csak azért nem kapott olyan elismerést, amelyet megérdemelt volna, mert, nem Amerikában, hanem inkább Németországban szerepelt.

## Lemezek
- Values (1971)
- The Jiggs Up (Capri, 1988)
- First Take (Mons, 1994)
- Hope (Mons (1995)
- Jiggs & Gene (Azica, 1996)
- Blue Highway: The Music of Paul Ferguson (Azica, 1998)
- Jazz Meets Band (1999)
- The Heart & Soul of Hoagy Carmichael (TNC Jazz, 2002)
- Two-Too  (2006)
- Live at Nighttown: Not So Standards (Azica, 2015)

### Berlin Jazz Orchestra
- 2004: Update
- 2007: You're Everything
- 2012: Strangers In Night – The Music Of Bert Kaempfert